# Daniel Potasz
Daniel Potasz (ur. 19 stycznia 1974 w Szczecinie) – polski muzyk, kompozytor, autor tekstów oraz instrumentalista klawiszowiec. Członek Akademii Fonograficznej ZPAV. Współzałożyciel zespołu Moonlight.
W 2002 roku, w wyniku konfliktu z pozostałymi członkami zespołu Moonlight, ogłosił koniec jego działalności (Moonlight kontynuował jednak działalność bez Potasza, którego zastąpił Andrzej „Gienia” Markowski). Potasz w tym czasie kontynuował działalność artystyczną w ramach projektu Heal.
Według oświadczenia wystosowanego w 2002 roku przez zespół Moonlight, Daniel Potasz nie brał udziału w nagraniach płyt Yaishi (2001) i Candra (2002). Muzyk figuruje jednak na płytach jako współautor wszystkich kompozycji.
Od 2015 roku ponownie występuje wraz z zespołem Moonlight.

## Dyskografia
Z zespołem Moonlight:
- Moonlight (demo, 1993, Rock'n'Roller)
- Kalpa Taru (1996, Metal Mind Productions)
- Meren Re (1997, Metal Mind Productions)
- Inermis (1999, Morbid Noizz Production)
- Floe (2000, Metal Mind Productions)
- Yaishi (2001, Metal Mind Productions)
- Koncert w Trójce 1991-2001 (2001, Metal Mind Productions)
- Candra (2002, Metal Mind Productions)